# Асфиксия инертным газом
Асфи́ксия инертным газом — форма удушья, возникающая в результате вдыхания физиологически благородного (инертного) газа при отсутствии кислорода или при очень малом количестве кислорода. Примерами физиологически инертных газов, которые привели к случайной или преднамеренной смерти являются аргон, гелий, метан и чистый азот, который в нормальных условиях, химически является весьма инертным газом. Термин «физиологически инертный» используется для обозначения газа, который вступает в реакцию с другими веществами, но только не внутри живого организма, не обладает токсическими или анестезирующими свойствами и не воздействует на сердце. Вместо этого газ действует как простой разбавитель, снижающий концентрацию кислорода во вдыхаемом газе и крови до опасного низкого уровня, тем самым в конечном итоге лишая клетки организма кислородом.
По данным Управления по химической безопасности и расследованию опасных факторов США (USCSB), у людей вдыхание воздуха с низким содержанием кислорода может иметь серьезные последствия, включая потерю сознания, иногда даже после одного или двух вдохов. Подвергшийся воздействию человек не получает предупреждения и не может почувствовать, что уровень кислорода слишком низкий". В США по меньшей мере 80 человек умерли от случайного удушья азотом в период с 1992 по 2002 год.
Асфиксия инертным газом, включая гелий, азот, метан и аргон, — используется в качестве суицида. Сторонники эвтаназии пропагандируют асфиксию инертным газом, с использованием газоудерживающих пластиковых устройств в виде колпака, в просторечии называемые мешками для самоубийства.
Асфиксия азотом была одобрена в США в качестве одного из видов смертной казни. Первое применение данного метода казни произошло в Алабаме 25 января 2024 года, где был казнен Кеннет Юджин Смит, осужденный за участие по найму в спланированном убийстве Элизабет Сеннет в 1988 году.

## Процесс
Когда люди вдыхают инертный газ, такой как чистый азот, гелий, неон, аргон, метан или любой другой физиологически инертный газ, они выдыхают углекислый газ без повторного поступления кислорода. Физиологически инертные газы (те, которые не оказывают токсического действия, а просто разбавляют кислород), как правило, не имеют запаха и вкуса. Соответственно, испытуемый человек обнаруживает незначительные аномальные ощущения при снижении уровня кислорода. Это приводит к асфиксии (смерти от недостатка кислорода) без болезненного и травмирующего ощущения удушья (гиперкапническая реакция тревоги, которая возникает у людей в основном из-за повышения уровня углекислого газа) или побочных эффектов отравления. При несчастных случаях дайвинга с устройством ребризером, медленное снижение содержания кислорода в дыхательном газе может вызывать различные ощущения. Внезапное вдыхание чистого инертного газа приводит к резкому падению уровня кислорода в крови и может привести к потере сознания всего за несколько вдохов, без каких-либо симптомов.
Некоторые животные лучше, чем люди, приспособлены к обнаружению гипоксии, и эти виды чувствуют себя менее комфортно в среде с низким содержанием кислорода, которая возникает в результате воздействия инертного газа, хотя и более чувствительны к воздействию {\displaystyle {\ce {CO2}}}.

## Физиология
Обычный человек вдыхает воздух в легкие от 12 до 20 раз в минуту, со скоростью, на которую в первую очередь влияет концентрация углекислого газа и, следовательно, рН в крови. При каждом вдохе происходит обмен воздуха объемом около 0,6 литра от активного объема легких. Нормальный состав атмосферы Земли составляет около 78 % азота, 21 % кислорода и 1 % аргона, углекислого газа и других газов. Всего после двух или трех вдохов чистого азота, концентрация кислорода в легких будет достаточно низкой для того, чтобы некоторое количество кислорода, уже находящегося в кровотоке, вернулось обратно в легкие и было выведено с выдохом. Потеря сознания в случаях случайной асфиксии может наступить в течение одной минуты. Потеря сознания возникает в результате критической гипоксии, когда насыщение артериальной крови кислородом составляет менее 60 %.
При концентрации кислорода в воздухе от 4 до 6 % происходит потеря сознания через 40 секунд и смерть в течение нескольких минут. На высоте полета самолета, то есть более 13 000 м, где концентрация кислорода эквивалентна концентрации 3,6 % над уровнем моря, среднестатистический человек может эффективно дышать максимум 9-12 секунд.
Потеря сознания может сопровождаться судорогами и сопровождаться цианозом и остановкой сердца.
В исследовании, проведенном в 1963 году Институтом авиационной медицины Королевских ВВС, испытуемых просили сделать гипервентиляцию легких азотов. Результаты исследования:
Когда продолжительность избыточной вентиляции легких азотом превышала 8-10 секунд, испытуемый сообщал о временном затемнении зрения. В экспериментах, в которых дыхание азотом проводилось в течение 15-16 секунд, испытуемый испытывал некоторое общее помутнение сознания и ухудшение зрения. В этих экспериментах часто на короткое время терялось зрение. В нескольких экспериментах, в которых вдыхали азот в течение 17-20 секунд, наступало бессознательное состояние, которое в большинстве случаев сопровождалось общими судорогами. Продолжительность интервала между началом избыточной вентиляции легких азотом и появлением симптомов составила 12-14 секунд. В исследовании не сообщалось, какой дискомфорт ощущали испытуемые.

## Животные
Умерщвление в контролируемой атмосфере (CAK) или потеря сознания в контролируемой атмосфере (CAS) — это метод забоя или потери сознания животных, таких как свиньи, домашние птицы и другие небольшие животные, путем их помещения в контейнер, где отсутствует кислород. Воздух в контейнере в основном состоит из удушающего газа (аргона, азота или углекислого газа), в результате чего животные быстро теряют сознание. Аргон и азот являются важными компонентами процесса газообразования, которые, по-видимому, не причиняют боли, и по этой причине многие считают некоторые виды умерщвления в контролируемой атмосфере более гуманными, чем другие методы умерщвления.
Если используется углекислый газ, то умерщвление в контролируемой атмосфере — это не то же самое, что асфиксия инертным газом, поскольку углекислый газ в высоких концентрациях (выше 5 %) не биологически инертен, а скорее токсичен и также вызывает первоначальное расстройство у некоторых видов животных. Добавление токсичного углекислого газа в гипоксическую атмосферу, используемую при убое без физического причинения повреждения животным, является сложным и в высшей степени специфичным вопросом.
Эвтаназия животных инертным газом
Ныряющие животные, такие как крысы, норки и роющие животные, чувствительны к атмосфере с низким содержанием кислорода и (в отличие от людей) и будут избегать их, что делает гипоксические методы их эвтаназии, возможно, негуманными. По этой причине использование атмосферы инертного газа (гипоксической) без углекислого газа CO2 также зависит от вида животного.

## Случайные смерти и травмы
Случайная азотная асфиксия является возможной при использовании азота в большом количестве. В Соединенных Штатах от нее ежегодно умирает несколько человек, что, как утверждается, больше, чем от любого другого промышленного газа. В результате одной аварии в 1981 году, незадолго до первого испытательного запуска космического шаттла Колумбия (STS-1), пятеро техников потеряли сознание, двое из них умерли после того, как вошли в кормовой отсек орбитального аппарата. Азот использовался для удаления кислорода из отсека в качестве меры предосторожности от пожара. На людях не было дыхательных аппаратов, из-за исключенных в последний момент изменений в правилах техники безопасности.
Во время вечеринки у бассейна в Мексике в 2013 году восемь участников вечеринки потеряли сознание, а один 21-летний мужчина впал в кому после того, как в бассейн был налит жидкий азот.
Сообщается, что вдыхание из баллонов с гелием для шариков приводило к летальному исходу. Смертельное падение с дерева произошло после вдыхания гелия из игрушечного воздушного шарика.
В 2015 году техник в оздоровительном центре задохнулся во время проведения криотерапии азотом без присмотра.
В 2021 году шесть человек умерли от удушья и еще 11 были госпитализированы после утечки жидкого азота на птицефабрике в Гейнсвилле, штат Джорджия.

## Самоубийство
Основная статья: Самоубийство. Мешок для самоубийства
Использование инертного газа для самоубийства было впервые предложено канадцем, доктором Брюсом Даном. Данн прокомментировал это так: «…приобретение баллона со сжатым газом, соответствующего регулятора давления и подходящего оборудования было относительно сложной задачей». Данн сотрудничал с другими исследователями, в частности с канадским активистом Джоном Хофсессом, который в 1997 году сформировал группу «NuTech» вместе с Дереком Хамфри и Филипом Ничке. Два года спустя NuTech упростила работу Данна, используя легкодоступные баллоны с гелием для воздушных шаров.
На метод самоубийства, основанный на самостоятельном введении гелия в пакет, разговорное название которого — «мешок для выхода» или мешок для самоубийц, ссылались некоторые группы по пропаганде медицинской эвтаназии. Первоначально такие пакеты использовались с гелием, и с 2001 по 2005 год было зарегистрировано 30 смертей, и еще 79 — с 2005 по 2009 год. Это навело одну группу рецензентов на мысль о том, что популярность метода растет, как и рост числа самоубийств с использованием гелия.
В Австралии, после того, как власти предприняли попытки контролировать продажи гелия, был внедрен новый метод, в котором вместо гелия использовался азот. Азот стал основным газом, продвигаемым сторонниками эвтаназии, такими как Филип Ничке, который основал компанию Max Dog Brewing для импорта канистр с азотом в Австралию. Ничке заявил, что газовые баллоны можно использовать с пользой, как для пивоварения, так и, для прекращения срока жизни пожилых или неизлечимых людей «мирным, надежным и абсолютно законным» способом. Ничке сказал, что азот «не обнаруживается даже после вскрытия, что было важно для некоторых людей».
Ничке изготовил на 3D-принтере, капсулу «Sarco», которая заполняется азотом нажатием кнопки. Утверждается, что ее пользователь теряет сознание в течение минуты, а затем умирает от недостатка кислорода.

## Смертная казнь
Казнь азотом кратко обсуждалась в печатных изданиях как теоретический метод смертной казни в статье National Review за 1995 год. Затем идея была предложена адвокатом Лоуренсом Дж. Гистом II, в статье под названием «Международный гуманитарный проект по борьбе с гипоксией».
В документальном фильме о смертных казнях, показанном на телевидении в 2007 году, британский политический обозреватель и бывший министр обороны Великобритании Майкл Портильо изучил методы казни, используемые во всем мире, и счел их неудовлетворительными. Результат его исследования выявил, что лучшим методом было бы удушение азотом.
В апреле 2015 года губернатор штата Оклахома Мэри Феллин подписала законопроект, разрешающий удушение азотом в качестве альтернативного метода казни. Три года спустя, в марте 2018 года, Оклахома объявила, что из-за трудностей с приобретением препаратов для смертельных инъекций для приведения в исполнение смертных приговоров будет использоваться газообразный азот. Добившись «хорошего прогресса» в разработке протокола казни азотом, но фактически не проводя никаких казней, Оклахома в феврале 2020 года объявила, что нашла новый надежный источник приобретения смертельных инъекций, но продолжит работать над внедрением азота в смертных казнях на случай непредвиденных обстоятельств.
В марте 2018 года Алабама стала третьим штатом (после Оклахомы и Миссисипи), разрешившим использование азотной асфиксии в качестве метода казни. В августе 2023 года Департамент исправительных учреждений штата Алабама опубликовал свой протокол казней с применением азотной гипоксии для Кеннета Юджина Смита, осужденного за убийство по найму в 1988 году,
1 ноября, Верховный суд Алабамы санкционировал проведение казни с использованием протокола азотной гипоксии.
25 января 2024 года Кеннет Юджин Смит был казнен по новому протоколу в тюрьме штата Алабамы, став первым человеком, казненным с помощью азотной гипоксии. Казнь длилась 22 минуты.
18 марта 2025 года в штате Луизиана по новому протоколу казнен Джесси Хоффман-младший за похищение, изнасилование и убийство женщины в 1996 году.